# Corriente de Benguela

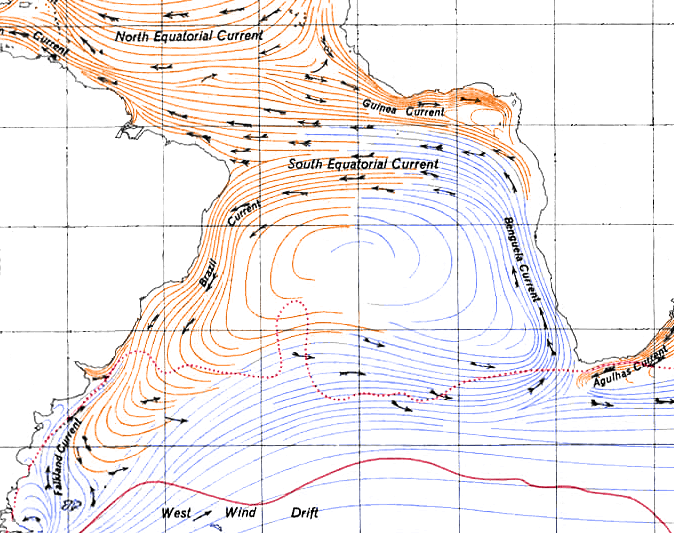
Circulación oceánica en el Atlántico Sur

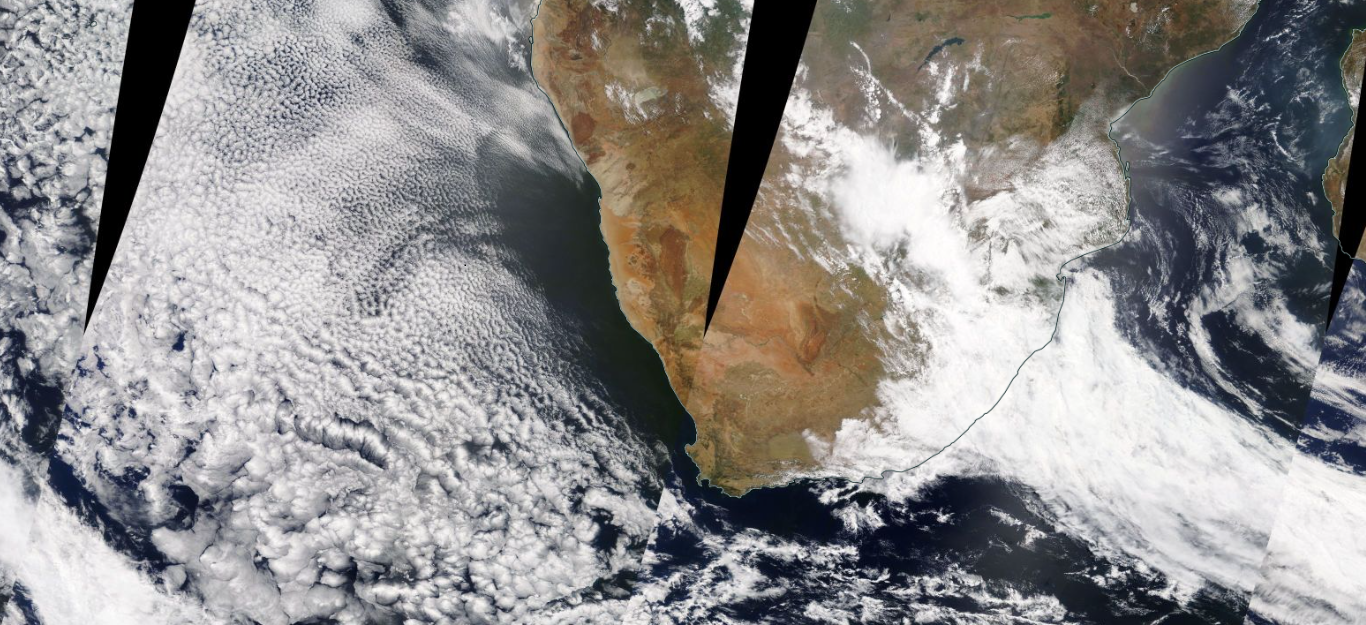
Corriente de Benguela en las costas occidentales de Namibia y Sudáfrica. La temperatura fría de sus aguas ocasiona la subsidencia atmosférica.

La corriente de Benguela es una corriente oceánica fría que se dirige al norte paralela a la costa oeste del África Austral (Sudáfrica, Namibia, Angola). Toma su nombre de la ciudad angoleña de Benguela.
Conforme se acerca al ecuador se va calentando y derivando hacia el oeste por la fuerza de Coriolis y por la propia conformación de la costa africana originando la corriente ecuatorial del Sur (corriente relativamente cálida a medida que avanza hacia el oeste) que se dirige al oeste hacia las costas del Brasil.

## Características
La corriente de Benguela tiene su origen en el ascenso de aguas muy frías del fondo abisal del Atlántico Sur debido al movimiento de rotación terrestre de oeste a este. Origina un clima desértico a las costas de Sudáfrica y Namibia (desierto del Namib) porque las aguas frías se evaporan con mucha mayor dificultad en comparación con las corrientes cálidas que provocan pluviosidad dada su fuerte evaporación. Este afloramiento costero de aguas frías deja una zona libre de nubes junto a la costa la cual es la que explica el clima desértico de la zona costera (desiertos de Namib y de Kalahari), como puede verse en el siguiente enlace de la NASA: Corriente de Benguela en la costa suroccidental de África. Sin embargo, estas aguas frías originadas en los fondos abisales son muy ricas en nutrientes que alimentan una enorme población de fitoplancton, primer eslabón de la cadena trófica oceánica, con lo que la pesca es muy abundante.